# Yuiko Tsubokura
Yuiko Tsubokura (坪倉 唯子, Tsubokura Yuiko) est une chanteuse japonaise née le 4 mars 1963.
Elle est notamment connue en occident pour ses chansons dans les anime Bubblegum Crisis, Kimagure orange☆road et Samurai deeper Kyo.

## Albums
- Devious （5 octobre 1994）
- Je t'aime (ジュテーム) （7 avril 1993）
- やさしく歌って from the BIRTHDAY LIVE at ROPPONGI PIT-INN on MARCH, 4,1991 （21 juillet 1991）
- I wanna be myself （21 juillet 1991）
- Loving you （21 mars 1990）
- Always in love （21 juin 1986）

## Anime

### Bubblegum crisis
- Bara no soldier
- Crisis~hikari wo komete hashire
- Omoide ni dakarete
- Rock me
- Twilight

### Kimagure orange☆road
- Choose me (OAV 3-8 op)
- Breaking heart (insert song, ep13)
- Kaze no manazashi (OAV 6)

### samurai deeper Kyo
- Ao no Requiem (op)
- Love deeper (ed)